# ابوتسفورد، ویکتوریا
ابوتسفورد (به انگلیسی: Abbotsford) یک منطقهٔ مسکونی در استرالیا است که در شهر یارا واقع شده‌است.